# Сан-Жозе-ду-Белмонти
Сан-Жозе-ду-Белмонти (порт. São José do Belmonte) — муниципалитет в Бразилии, входит в штат Пернамбуку. Составная часть мезорегиона Сертан штата Пернамбуку. Входит в экономико-статистический микрорегион Салгейру.